# 碓井健平
碓井 健平（うすい けんぺい、1987年5月15日 - ）は、千葉県柏市出身の元サッカー選手。ポジションはゴールキーパー（GK）。 元サッカー日本代表FWの碓井博行は実父。

## 来歴
当初は父と同じくFWとしてプレーしていたが、小学5年の時にコーチから「キーパーがいないし、お前は体が大きいからやってくれ」と言われたのがきっかけで、GKを始めた。藤枝東高校を経て筑波大学に進学し、一年時からレギュラーに選ばれる。2008年の第57回全日本大学サッカー選手権大会で準優勝に貢献した。大学卒業後、2010年に清水エスパルスに入団した。
2011年シーズン序盤は山本海人の控えだったが、チームがJ1第11節ヴィッセル神戸戦で1-5の大敗を喫したことで、アフシン・ゴトビ監督に出場機会を与えられる。翌J1第12節大宮アルディージャ戦でリーグ戦初出場を果たすと、以降リーグ戦に14試合連続で出場。しかし、夏場に3試合連続で4失点を喫してしまいそれ以降山本に守護神の座を奪い返された。
2012年は林彰洋、山本の活躍もあって第3GKに転落。2013年、ジェフユナイテッド市原・千葉に完全移籍した。しかし、岡本昌弘の前に2年間で公式戦の出場機会は無かった。
2015年、清水に完全移籍で3シーズンぶりに復帰。この年は杉山力裕・櫛引政敏に次ぐ3番手に留まり、出場機会を得られなかった。チームが初のJ2降格を喫し、櫛引が鹿島アントラーズに移籍した2016年も西部洋平の復帰と植草裕樹の加入もあり、チームとしては1年でJ1復帰を果たしたもののリーグ戦で3試合の出場に終わった。
2017年、FC町田ゼルビアに期限付き移籍した。しかし、高原寿康の控えとなり出場機会はなかった。シーズン終了後、移籍期間および契約期間の満了が発表。同年12月に行われたJリーグ合同トライアウトに出場した。
2018年より沖縄SVに完全移籍により加入すると発表された。
2019年12月13日、現役引退が発表された。

## エピソード
- 凄い選手としてイケル・カシージャスとジャンルイジ・ブッフォンの名前を挙げている[7]。
- 趣味は釣り。

## 所属クラブ
ユース経歴
- 柏レイソルジュニア（沼南町立高柳小学校）[1]
- 東海大第一中学校[1]
- 2003年 - 2005年 藤枝東高校
- 2006年 - 2009年 筑波大学

プロ経歴
- 2010年 - 2012年  清水エスパルス
- 2013年 - 2014年  ジェフユナイテッド千葉
- 2015年 - 2017年　 清水エスパルス
  - 2017年   FC町田ゼルビア（期限付き移籍）
- 2018年 - 2019年  沖縄SV

## 個人成績
| 国内大会個人成績 | 国内大会個人成績 | 国内大会個人成績 | 国内大会個人成績 | 国内大会個人成績 | 国内大会個人成績 | 国内大会個人成績 | 国内大会個人成績 | 国内大会個人成績 | 国内大会個人成績 | 国内大会個人成績 | 国内大会個人成績 |
| 年度             | クラブ           | 背番号           | リーグ           | リーグ戦         | リーグ戦         | リーグ杯         | リーグ杯         | オープン杯       | オープン杯       | 期間通算         | 期間通算         |
| 年度             | クラブ           | 背番号           | リーグ           | 出場             | 得点             | 出場             | 得点             | 出場             | 得点             | 出場             | 得点             |
| 日本             | 日本             | 日本             | 日本             | リーグ戦         | リーグ戦         | リーグ杯         | リーグ杯         | 天皇杯           | 天皇杯           | 期間通算         | 期間通算         |
| ---------------- | ---------------- | ---------------- | ---------------- | ---------------- | ---------------- | ---------------- | ---------------- | ---------------- | ---------------- | ---------------- | ---------------- |
| 2007             | 筑波大           | 1                | -                | -                | -                | -                | -                | 2                | 0                | 2                | 0                |
| 2010             | 清水             | 29               | J1               | 0                | 0                | 0                | 0                | 0                | 0                | 0                | 0                |
| 2011             | 清水             | 29               | J1               | 14               | 0                | 2                | 0                | 1                | 0                | 17               | 0                |
| 2012             | 清水             | 21               | J1               | 0                | 0                | 0                | 0                | 0                | 0                | 0                | 0                |
| 2013             | 千葉             | 31               | J2               | 0                | 0                | -                | -                | 0                | 0                | 0                | 0                |
| 2014             | 千葉             | 21               | J2               | 0                | 0                | -                | -                | 0                | 0                | 0                | 0                |
| 2015             | 清水             | 31               | J1               | 0                | 0                | 1                | 0                | 0                | 0                | 1                | 0                |
| 2016             | 清水             | 21               | J2               | 3                | 0                | -                | -                | 0                | 0                | 3                | 0                |
| 2017             | 町田             | 1                | J2               | 0                | 0                | -                | -                | 0                | 0                | 0                | 0                |
| 2018             | 沖縄SV           | 21               | 九州             | 18               | 0                | -                | -                | -                | -                | 18               | 0                |
| 2019             | 沖縄SV           | 21               | 九州             | 14               | 0                | -                | -                | 2                | 0                | 16               | 0                |
| 通算             | 日本             | 日本             | J1               | 14               | 0                | 3                | 0                | 1                | 0                | 18               | 0                |
| 通算             | 日本             | 日本             | J2               | 3                | 0                | -                | -                | 0                | 0                | 3                | 0                |
| 通算             | 日本             | 日本             | 九州             | 32               | 0                | -                | -                | 2                | 0                | 34               | 0                |
| 通算             | 日本             | 日本             | 他               | -                | -                | -                | -                | 2                | 0                | 2                | 0                |
| 総通算           | 総通算           | 総通算           | 総通算           | 49               | 0                | 3                | 0                | 5                | 0                | 57               | 0                |

## 代表歴
- 2004年 U-18日本代表候補
- 2004年 静岡県選抜 (国体)
- 2005年 静岡県選抜 (国体)
- 2009年 関東大学選抜

## タイトル
- 2000年(中学1年生) 高円宮杯U-15 準優勝
- 2004年(高校2年生) 第59回国民体育大会 優勝
- 2008年(大学3年生) 全国大学サッカー選手権大会 準優勝 ベストGK